# Gaiki (województwo dolnośląskie)
Gaiki (niem. Hainbach) – wieś w Polsce położona w województwie dolnośląskim, w powiecie głogowskim, w gminie Jerzmanowa.

## Podział administracyjny
W latach 1975–1998 miejscowość położona była w województwie legnickim.
Dyrektorem tutejszej szkoły podstawowej był Edward Gross, urodzony w 1931 r. w Wołochach k. Brodów, autor książek o tematyce kresowej.